# Зашихін Гаврило Савелійович
Гаврило Савелійович Зашихін (нар. 8 квітня 1898 — 15 жовтня 1950) — радянський військовий діяч, генерал-полковник артилерії. Депутат Верховної Ради УРСР 2-го скликання.

## Біографія
Народився 8 квітня (26 березня) 1898 року в селянській родині в селі Лумпун В'ятської губернії (тепер Унінського району Кіровської області, РФ). З 1917 року служив рядовим російської армії, учасник Першої світової війни.
З вересня 1918 р. — у Робітничо-селянській Червоній армії. Учасник громадянської війни в Росії. Служив телефоністом 2-ї запасної Пермської артилерійської бригади, з квітня 1919 року — старшина окремого важкого артилерійського дивізіону, начальник зв'язку батареї легкого артилерійського дивізіону 30-ї стрілецької дивізії на Східному і Південному фронтах. У 1922 році навчався на курсах вдосконалення командного складу.
З вересня 1922 р. — командир взводу протилітакової батареї, командир 4-го зенітного дивізіону, начальник зв'язку і спостереження батареї, командир батареї, помічник командира і командир окремого зенітного артилерійського дивізіону у місті Севастополі.
Член ВКП(б) з 1929 року.
З жовтня 1929 р. — командир 61-го артилерійського полку берегової оборони Чорноморського флоту. У 1931 році закінчив курси удосконалення вищого командного складу протиповітряної оборони (ППО).
У вересні 1933 — квітні 1935 р. — начальник 6-го відділу (протиповітряної оборони) штабу Морських сил Далекого Сходу. У квітні 1935 — 1938 р. — начальник відділу протиповітряної оборони (ППО) Тихоокеанського флоту.
У 1938 році заарештований і засуджений військовим трибуналом «за халатність на службі» до 6 місяців виправно-трудових таборів, у вересні 1939 року був звільнений і амністований, а у 1940 році судимість була знята.
З грудня 1939 — помічник начальника Управління ППО Балтійського флоту, на цій посаді брав участь у радянсько-фінській війні. З серпня 1940 року — начальник протиповітряної оборони (ППО) Червонопрапорного Балтійського флоту.
Учасник німецько-радянської війни . З серпня 1941 — помічник командувача Балтійського флоту з ППО, берегової охорони і зв'язку. З листопада 1941 року — командир 2-го корпусу ППО, з квітня 1942 — командувач Ленінградської армії ППО. З липня 1943 року — командувач військ Східного фронту ППО, з квітня 1944 — командувач військ Південного, з січня 1945 — Південно-Західного фронтів ППО.
У 1945 — 1950 р. — командувач військ Південно-Західного округу ППО (Українська РСР).
У 1950 році закінчив Вищі академічні курси при Вищій Військовій академії імені Ворошилова.

Могила Гаврила Зашихіна у Молодіжному парку Харкова

У серпні — жовтні 1950 р. — командувач військ Комсомольсько-Хабаровського району ППО.
Похований у місті Харкові.

## Звання
- генерал-майор берегової служби (21.05.1941)
- генерал-лейтенанта артилерії (1.07.1943)
- генерал-полковник артилерії (18.11.1944)

## Нагороди
- два ордени Леніна (1942,)
- три ордени Червоного Прапора (12.04.1944,)
- орден Суворова 2-го ст.
- орден Кутузова 1-го ст. (22.11.1944)
- медаль «ХХ років РСЧА»
- медаль «За оборону Ленінграда»
- медаль «За взяття Будапешта»
- медаль «За перемогу над Німеччиною у Великій Вітчизняній війні 1941—1945 років»
- медалі